# Mešita Al-Kazimiyya
Mešita al-Kázimíja je šíitská islámská mešita v iráckém hlavním městě Bagdádu. Byla postavena na místě hřbitova, který byl součástí původního "kulatého města" Bagdádu, založeného v roce 762.
V mešitě al-Kázimíja se nacházejí hrobky sedmého a devátého z dvanácti šíitských imámů. V jejích prostorách jsou pohřbeni také dva významní iráčtí učenci. Přímo k mešitě přiléhají ještě dvě menší svatyně. Podoba mešity, jak ji známe dnes, vznikla při restauraci v letech 1502–1545, kterou provedl perský šáh Ismá‘íl I. Od té doby je mešita průběžně udržována v dobrém stavu. V roce 1534 byl Bagdád dobyt osmanským sultánem Sulejmanem I., za jehož vlády byla mešita ještě dále zdobena.
Postupem času v jejím okolí vyrostly další stavby a oblast se stala známou jako al-Kázimíja. V roce 1611 udělil osmanský sultán a chalífa Ahmed I. rodině Džamálí právo spravovat mešitu a její svatyně.
V roce 1920 byla mešita al-Kázimíja jedním z mnoha míst v Bagdádu, kde se konaly demonstrace proti britské nadvládě. Po pádu režimu Saddáma Husajna v roce 2003 začaly větší opravy. Byla opravena rozpadající se konstrukce hlavního nádvoří mešity a jejích okolních místností, jedna ze vstupních bran, vnější zeď, zlatá kupole nad hrobem Muhammada at-Taqī byla znovu pozlacena, kopule nad hrobem Músá al-Kádhíma byla opravena, podlahy a stěny byly obloženy různými druhy mramoru atd.
Během války v Iráku v letech 2003 - 2011 a po ní byla mešita často terčem teroristických útoků.
Tato krásná památka je navštěvována muslimy z celého islámského světa.

## Architektura
Mešita je obdélníková budova o rozměrech 170 x 135 m. Uprostřed je nádvoří, hlavní mešita, zdi, které chrání mešitu, sestávající z malých místností s branami uprostřed každé zdi. Na zdech vnější mešity jsou tzv. ívány. Modlitebna se skládá ze dvou budov, které spolu sousedí a jsou spojeny chodbou.
Mešita má dvě hlavní kopule stejných rozměrů a čtyři velké minarety. Kopule i minarety jsou potaženy zlatem. Kolem kupolí jsou čtyři malé minarety.